# 피세나속
피세나속(Physena)는 석죽목에 속하는 속씨식물 속이다. 마다가스카르섬에서 자생한다. 관목 및 작은 나무인 2종으로 구성되어 있다. 피세나과(Physenaceae)의 유일속이다.

## 하위 종
- Physena madagascariensis Steud.
- Physena sessiliflora Tul.